# 石坑镇
1.石坑镇是中国广东省梅州市梅县区下辖的一个镇，位于梅县区西北部,距梅城约45公里,总面积86.6平方公里，辖17个行政村和1个居民委员会，常住居民人口为2.5万人。石坑镇，农产品除出产稻谷外，还有“两茶（食茶、油茶）一柿”等传统特产，是广东省名茶单丛茶的重要产地，2002年全镇工农业总产值2.25亿元。此外，石坑镇还是太平天国运动领袖洪秀全的祖籍地。
2.石坑镇是中国广东省龙川县下辖的一个镇，以2002年后因人口较少并入龙川县的铁场镇。

## 行政区划
- 居民委员会：石坑居民委员会
- 村落：七朱村、马径村、琴江村、澄江村、澄坑村、澄中村、澄上村、长布村、礤岭村、礤梅村、岭村村、杨化村、龙塘村、龙中村、龙凤村、龙径村、蓝坑村